# 대한민국의 통계청장
통계청장(統計廳長)은 통계청을 대표하는 직위로, 차관급 정무직공무원으로 보한다.

## 임명
- 통계청장은 대통령이 임명한다.

## 역할
- 각 행정기관의 장은 소관사무를 통할하고 소속공무원을 지휘·감독한다.
- 통계청장은 통계의 기준설정과 인구조사 및 각종 통계에 관한 사무를 관장한다.

## 역대 청장

### 공보처 통계국장
| 정부      | 대수 | 이름           | 임기                            | 비고     |
| --------- | ---- | -------------- | ------------------------------- | -------- |
| 제1공화국 | 초대 | 박현욱(朴玄?)  | 1949년~1951년                   | 1급 상당 |
| 제1공화국 | 2대  | 탁장제(卓長濟) | 1951년 8월 23일~1955년 2월 16일 |          |

### 내무부 통계국장
| 정부      | 대수 | 이름           | 임기                            | 비고 |
| --------- | ---- | -------------- | ------------------------------- | ---- |
| 제2공화국 | 초대 | 탁장제(卓長濟) | 1955년 2월 17일~1955년 6월 11일 |      |
| 제2공화국 | 2대  | 양현채(梁顯彩) | 1955년 6월 11일~1956년 12월     |      |
| 제2공화국 | 3대  | 임춘성(林春成) | 1956년 12월~1959년 6월 20일     |      |
| 제2공화국 | 4대  | 유상근(俞尙根) | 1959년 6월 20일~1960년          |      |
| 제2공화국 | 5대  | 장병인(張炳寅) | 1960년 10월 7일~1961년 7월 21일 |      |

### 경제기획원 통계국장
| 정부      | 대수 | 이름           | 임기                              | 비고 |
| --------- | ---- | -------------- | --------------------------------- | ---- |
| 제2공화국 | 초대 | 강오전(姜五佺) | 1961년 7월 22일~1963년 10월 29일  |      |
| 제3공화국 | 2대  | 오흥근(吳興根) | 1963년 10월 30일~1963년 12월 16일 |      |

### 경제기획원 조사통계국장
| 정부        | 대수           | 이름                            | 임기                             | 비고 |
| ----------- | -------------- | ------------------------------- | -------------------------------- | ---- |
| 제3공화국   | 2대            | 오흥근(吳興根)                  | 1963년 12월 17일~1965년 6월 30일 |      |
| 제3공화국   | 3대            | 함만준(咸萬準)                  | 1965년 7월 1일~1969년 1월 14일   |      |
| 제3공화국   | 4대            | 최창락(崔昌洛)                  | 1969년 1월 15일~1969년 5월 16일  |      |
| 제3공화국   | 5대            | 황병태(黃秉泰)                  | 1969년 5월 17일~1970년 3월 15일  |      |
| 제3공화국   | 6대            | 최선래(崔善來)                  | 1970년 3월 19일~1973년 1월 31일  |      |
| 제4공화국   | 6대            | 최선래(崔善來)                  | 1970년 3월 19일~1973년 1월 31일  |      |
| 7대         | 장신규(張新奎) | 1973년 2월 1일~1976년 2월 20일  |                                  |      |
| 8대         | 이웅수(李雄秀) | 1976년 2월 20일~1977년 9월 7일  |                                  |      |
| 9대         | 박성근(朴聖根) | 1977년 9월 8일~1978년 3월 28일  |                                  |      |
| 10대        | 황진현(黃鎭賢) | 1978년 3월 29일~1979년 7월 1일  |                                  |      |
| 11대        | 김흥기(金興起) | 1979년 7월 1일~1979년 12월 28일 |                                  |      |
| 12대        | 강흥구(姜興求) | 1980년 2월 13일~1980년 7월 9일  |                                  |      |
| 제5공화국   | 13대           | 김대영(金大泳)                  | 1981년 1월 16일~1982년 2월 7일   |      |
| 제5공화국   | 14대           | 신윤재(愼潤宰)                  | 1982년 2월 8일~1986년 3월 4일    |      |
| 제5공화국   | 15대           | 이창보(李昌普)                  | 1986년 3월 5일~1986년 10월 6일   |      |
| 제5공화국   | 16대           | 손명현(孫明鉉)                  | 1986년 10월 7일~1988년 1월 7일   |      |
| 노태우 정부 | 17대           | 이강우(李康雨)                  | 1988년 1월 8일~1990년 12월 30일  |      |

### 통계청장
| 정부        | 대수           | 이름                            | 임기                             | 비고                 |
| ----------- | -------------- | ------------------------------- | -------------------------------- | -------------------- |
| 노태우 정부 | 초대           | 민태형(閔泰亨)                  | 1990년 12월 31일~1994년 8월 30일 |                      |
| 김영삼 정부 | 2대            | 이강우(李康雨)                  | 1994년 9월 5일~1996년 6월 3일    |                      |
| 김영삼 정부 | 3대            | 정재룡(鄭在龍)                  | 1996년 6월 4일~1996년 9월 23일   |                      |
| 김영삼 정부 | 4대            | 장승우(張丞玗)                  | 1996년 9월 24일~1996년 12월 23일 |                      |
| 김영삼 정부 | 5대            | 김병일(金炳日)                  | 1997년 1월 6일~1998년 3월 16일   |                      |
| 김대중 정부 | 6대            | 윤영대(尹英大)                  | 1998년 3월 23일~2002년 2월 4일   |                      |
| 김대중 정부 | 7대            | 오종남(吳鍾南)                  | 2002년 2월 19일~2004년 9월 13일  |                      |
| 노무현 정부 | 7대            | 오종남(吳鍾南)                  | 2002년 2월 19일~2004년 9월 13일  |                      |
| 8대         | 오갑원(吳甲元) | 2004년 10월 15일~2006년 8월 8일 | 차관급으로 승격                  |                      |
| 9대         | 김대유(金大猷) | 2006년 8월 9일~2007년 8월 8일   |                                  |                      |
| 10대        | 이창호(李昌昊) | 2007년 8월 9일~2008년 3월 6일   |                                  |                      |
| 이명박 정부 | 11대           | 김대기(金大棋)                  | 2008년 3월 7일~2009년 4월 27일   |                      |
| 이명박 정부 | 12대           | 이인실(李仁實)                  | 2009년 5월 11일~2011년 7월 21일  | 최초의 여성 통계청장 |
| 이명박 정부 | 13대           | 우기종(禹基鍾)                  | 2011년 7월 22일~2013년 3월 17일  |                      |
| 박근혜 정부 | 14대           | 박형수(朴炯秀)                  | 2013년 3월 18일~2015년 5월 25일  | 역대 최연소 통계청장 |
| 박근혜 정부 | 15대           | 유경준(兪京濬)                  | 2015년 5월 26일~2017년 7월 11일  |                      |
| 문재인 정부 | 16대           | 황수경(黃秀慶)                  | 2017년 7월 12일~2018년 8월 26일  |                      |
| 문재인 정부 | 17대           | 강신욱(姜信昱)                  | 2018년 8월 27일~2020년 12월 24일 |                      |
| 문재인 정부 | 18대           | 류근관(柳根寬)                  | 2020년 12월 25일~2022년 5월 13일 |                      |
| 윤석열 정부 | 19대           | 한훈(韓焄)                      | 2022년 5월 13일~2023년 7월 2일   |                      |
| 윤석열 정부 | 20대           | 이형일(李炯日)                  | 2023년 7월 6일~2025년 6월 11일   |                      |
| 이재명 정부 | 21대           | 안형준(安亨埈)                  | 2025년 8월 13일~                 |                      |

## 같이 보기
- 통계청
- 통계청 차장